# Iglesia Metodista Unida Metropolitana
La Iglesia Metodista Unida Metropolitana es una iglesia ubicada en 8000 Woodward Avenue (en Chandler) en el área New Center de Detroit, la ciudad más grande del estado de Míchigan (Estados Unidos). Fue terminada en 1926, incluido en el Registro Nacional de Lugares Históricos en 1982, y designado Sitio Histórico del Estado de Míchigan en 1986. Esta iglesia no debe confundirse con la Iglesia Metodista Unida Metropolitana en Washington D. C., que a menudo se considera una Iglesia Nacional dentro de los Estados Unidos, ya que fue establecida específicamente por la Conferencia General para ser una "presencia representativa del metodismo en la capital de la nación".

## Historia
En 1901, dos congregaciones metodistas de Detroit, la Woodward Avenue Methodist Episcopal (fundada en 1885) y la Oakland Avenue Church (fundada en 1886), se fusionaron para formar la North Woodward Avenue Methodist Church. Dos años después, Charles Bronson Allen se convirtió en pastor y convenció a la congregación para que construyera un edificio en Woodward y Melbourne que se incendió en la víspera de Navidad de 1916. La congregación decidió reconstruir más grande que nunca. Uno de los feligreses, Sebastian S. Kresge (que vivía cerca en Boston-Edison), donó un terreno en Woodward y Chandler para un nuevo edificio, además de ofrecer un apoyo financiero sustancial. Otro feligrés, William E. N. Hunter, diseñó la estructura, sin embargo, la escasez de materiales de construcción y mano de obra causada por la Primera Guerra Mundial retrasó la construcción. Finalmente se colocó la piedra angular el 4 de junio de 1922, y los primeros servicios se llevaron a cabo en el santuario terminado el 17 de enero de 1926. A mediados de la década de 1930, la congregación era la iglesia local más grande del mundo metodista. La membresía de la iglesia alcanzó su punto máximo en 1943 con 7300 miembros.

## Arquitectura
La iglesia es una estructura muy grande de estilo gótico inglés, construida con un distintivo granito ocre de Massachusetts. Está construido con un diseño cruciforme tradicional reforzado con varias alas laterales bajas y un techo a dos aguas. El santuario ocupa la mitad occidental del edificio, mientras que la mitad oriental contiene un auditorio, oficinas y aulas. Un pasillo en el nivel principal separa el santuario del auditorio. Las paredes de ambos espacios se retraen permitiendo asientos para hasta 7,000 personas con vista al presbiterio.
Una característica curiosa, al ver el edificio desde el exterior, es que la mitad inferior de la ventana del presbiterio está llena de piedra en lugar de vidrio. Esto es para permitir la exhibición de un gran tapiz en el interior de la iglesia.
La iglesia está pintada por el artista George Boget. Tres murales en la sala de aplastamiento del segundo piso representan escenas de la historia del protestantismo y el metodismo.
En 1970, Stanley y Dorothy Kresge donaron 194.000 dólares para el Órgano Conmemorativo Merton S. Rice, llamado así por el ex pastor. Contribuyeron con 10.000 dólares adicionales para modificaciones estructurales para albergar las cámaras de tuberías. El órgano es opus 10641 de MP Moller Organ Company. El órgano incorporó algunos tubos de un instrumento anterior de Austin Organs, Inc. y en la instalación, contenía 6849 tubos en 119 filas. En los años siguientes, se ha ampliado a 7.003 tubos y 121 rangos, lo que lo convierte en el segundo órgano de tubos más grande del estado de Míchigan.